# Нейрон Мартинотти
Нейроны Мартинотти, или клетки Мартинотти, — мелкие мультиполярные клетки с короткими ветвистыми дендритами и сомой овальной формы. Они обязаны своим названием итальянскому доктору Джованни Мартинотти, описавшему их в 1888 году. Клетки Мартинотти расположены в различных слоях коры головного мозга. Их аксоны достигают верхнего слоя, широко ветвятся в горизонтальной плоскости, пересекая несколько кортикальных колонок на уровне I слоя коры и формируют синаптические контакты с дистальными участками апикальных дендритов пирамидных клеток. Клетки Мартинотти экспрессируют соматостатин и иногда кальбиндин, но не парвальбумин или вазоактивный интестинальный пептид.